# Isoetes pitotii
Isoetes pitotii är en kärlväxtart som beskrevs av Arthur Hugh Garfit Alston. Isoetes pitotii ingår i släktet braxengräs, och familjen Isoetaceae. Inga underarter finns listade i Catalogue of Life.